# Ornithocephalus numenius
Ornithocephalus numenius là một loài thực vật có hoa trong họ Lan. Loài này được Toscano & Dressler mô tả khoa học đầu tiên năm 2000.